# Samut Songkhram (tỉnh)
Samut Songkhram (tiếng Thái: สมุทรสงคราม, phiên âm: Xa-mút Xong-khơ-lam) là một tỉnh miền Trung  của Thái Lan. Tỉnh này giáp các tỉnh (từ phía bắc theo chiều kim đồng hồ): Phetchaburi, Ratchaburi và Samut Sakhon. Dân địa phương gọi tỉnh này là Mae Klong. Đây là tỉnh nhỏ nhất về diện tích của Thái Lan. Chang và Eng Bunker, là cặp song sinh đầu tiên (Siamese twin) được sinh ra ở đây.